# 時光寺
時光寺（じこうじ）は、兵庫県高砂市時光寺町に位置する浄土宗西山禅林寺派の寺院である。この寺院は、播磨善光寺とも呼ばれ、地元では親しまれている。
時光寺の歴史は、鎌倉時代に時光上人によって創建されたことに始まる。時光上人は、海中から阿弥陀如来像を引き揚げ、これを本尊として寺院を建立した。

## 歴史
時光寺は1249年（建長元年）に時光上人によって創建された。時光上人は、俗名を源経家といい、清和源氏の嫡流源満仲の九代の子孫にあたる。幼少のころから才能があり、将来は智勇兼備の名将として大成することが期待されていたが、仏門に帰依することを願っていた。天福元年（1233年）に発心して家を出、浄橋寺の澄空上人のもとで剃髪し、名を時光坊と改めた。

## 特徴
時光寺の本尊である阿弥陀如来像は、海中から引き揚げられたもので、右手がないことが特徴である。この像は一体で見つかったわけではなく、色々なところから頭や足が引き揚げられたが、右手だけは見つからなかった。伝承によると、魚を救うために右手は海中に残ったままとされている。

## 所在地
- 兵庫県高砂市時光寺町12番18号[5][6]。

## アクセス
- JR神戸線「曽根駅」より徒歩約11分[6]。

## 関連イベント
時光寺では、特に大きな年間イベントは報告されていないが、地元の文化財としての価値を持ち、地域の人々に親しまれている。また、「播磨の善光寺」として知られ、この寺に三回参拝すれば信州・善光寺に一回参拝したのと同じご利益があると言われている。

## ギャラリー

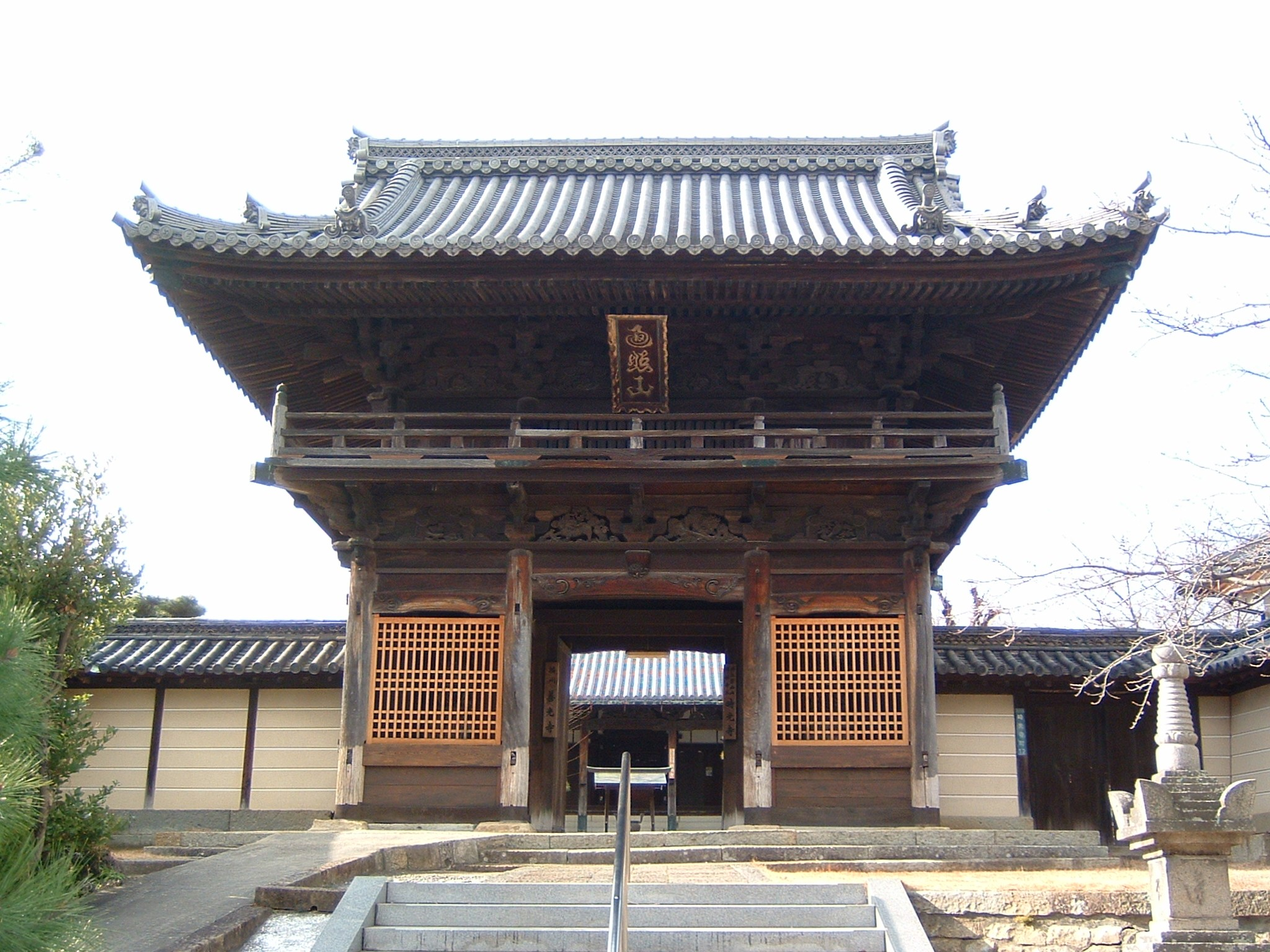
山門
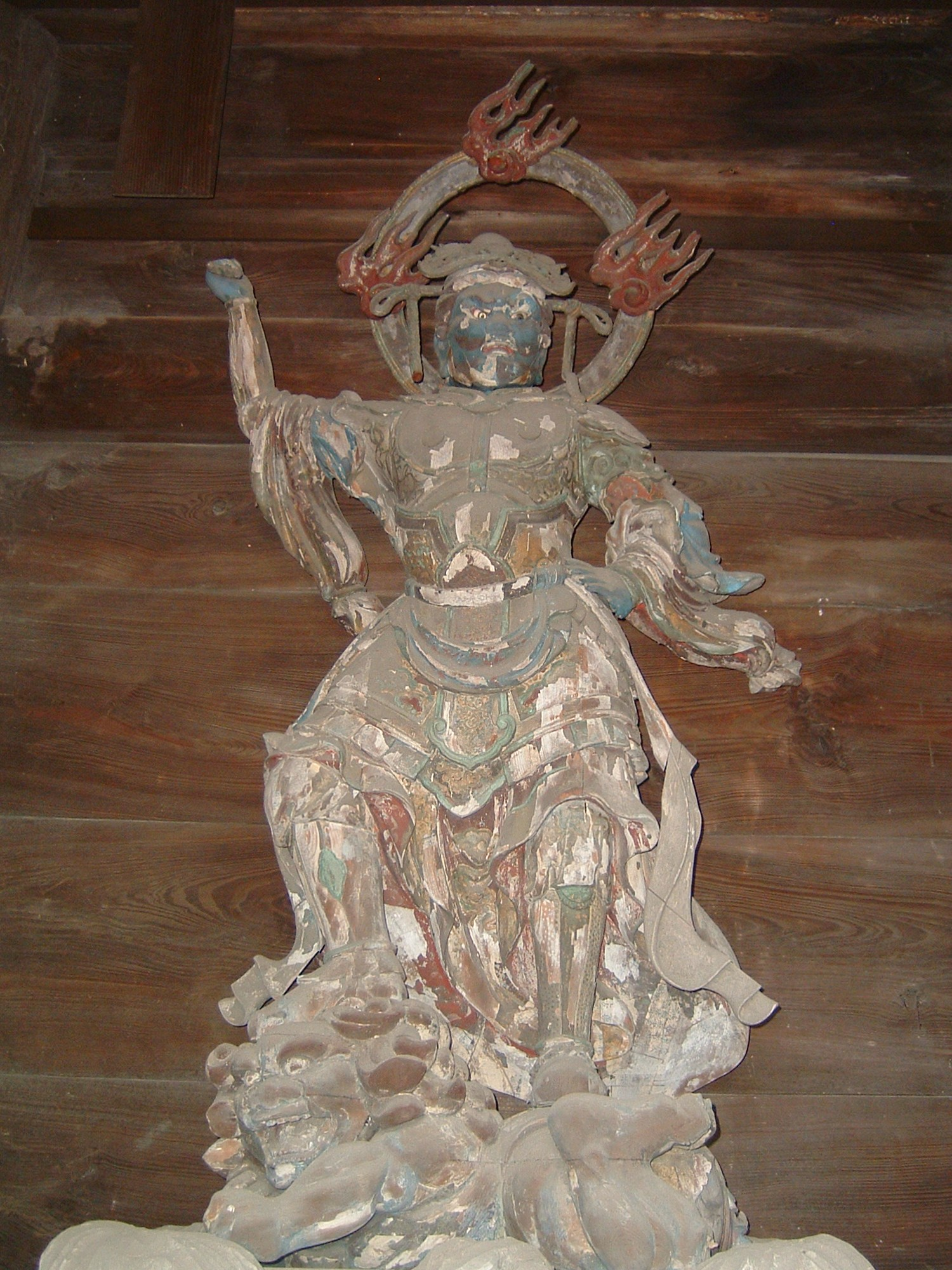
四天王像（持国天）
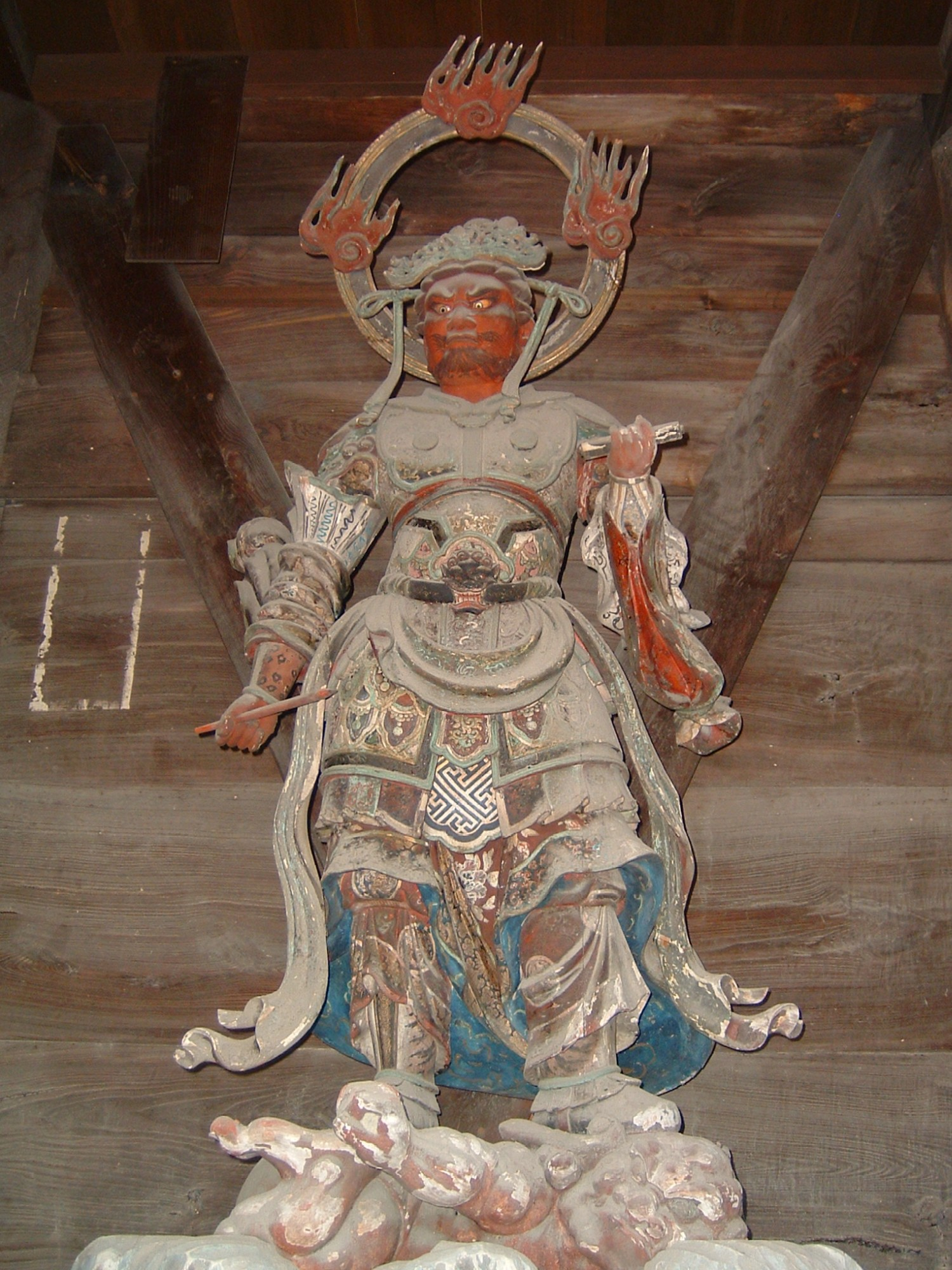
四天王像（広目天）
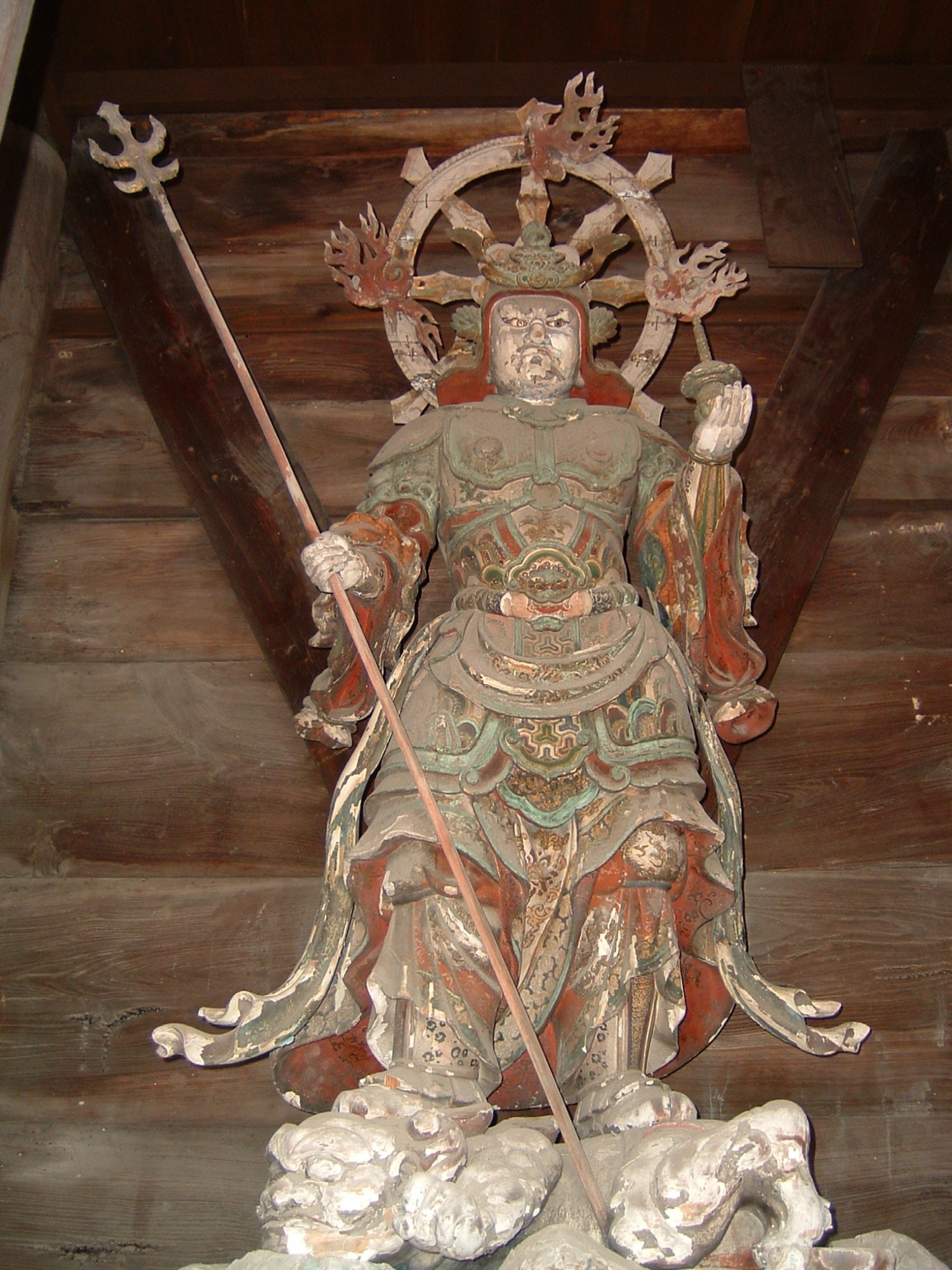
四天王像（多門天）
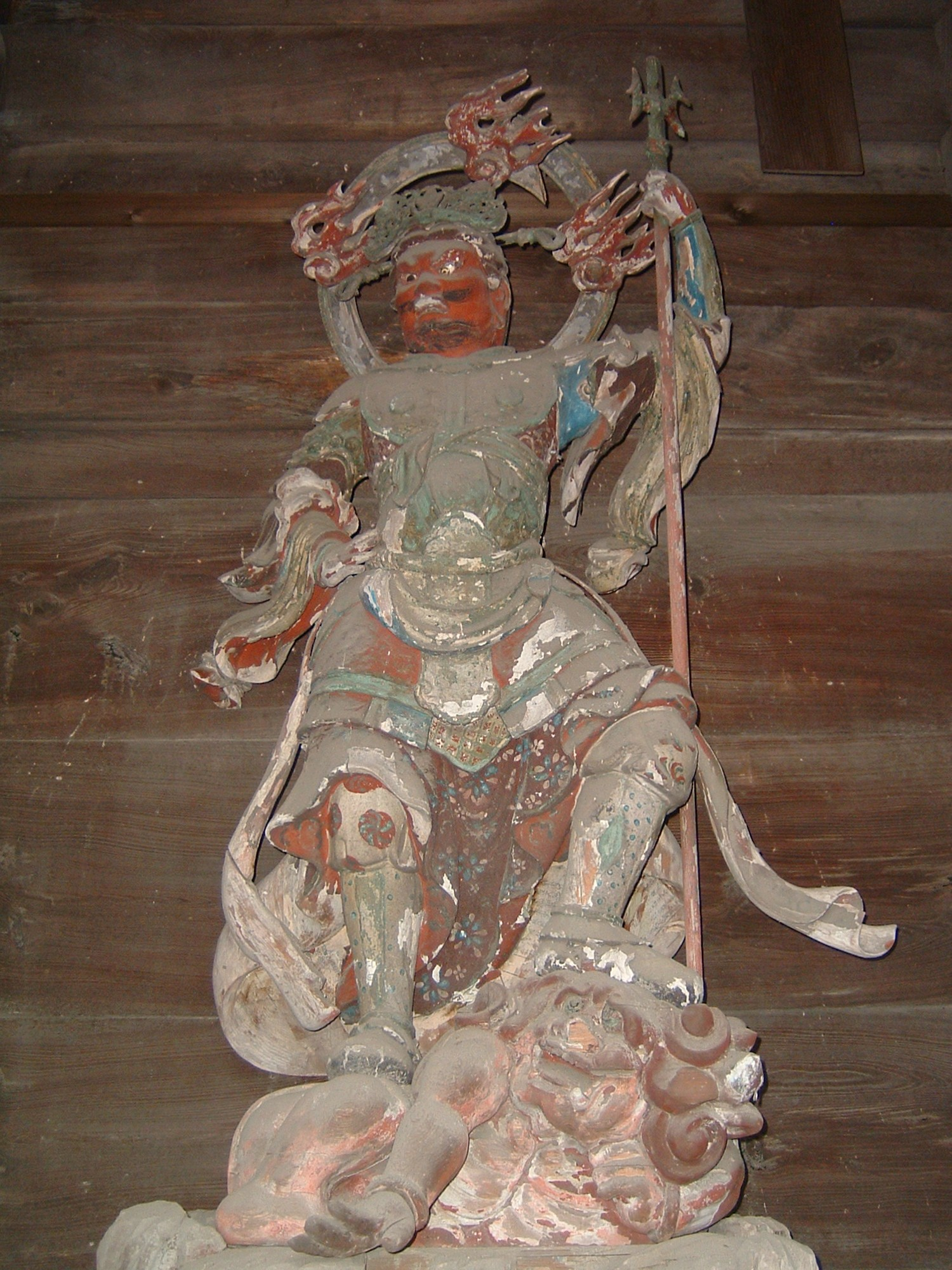
四天王像（増長天）